# Bernhard Dahm

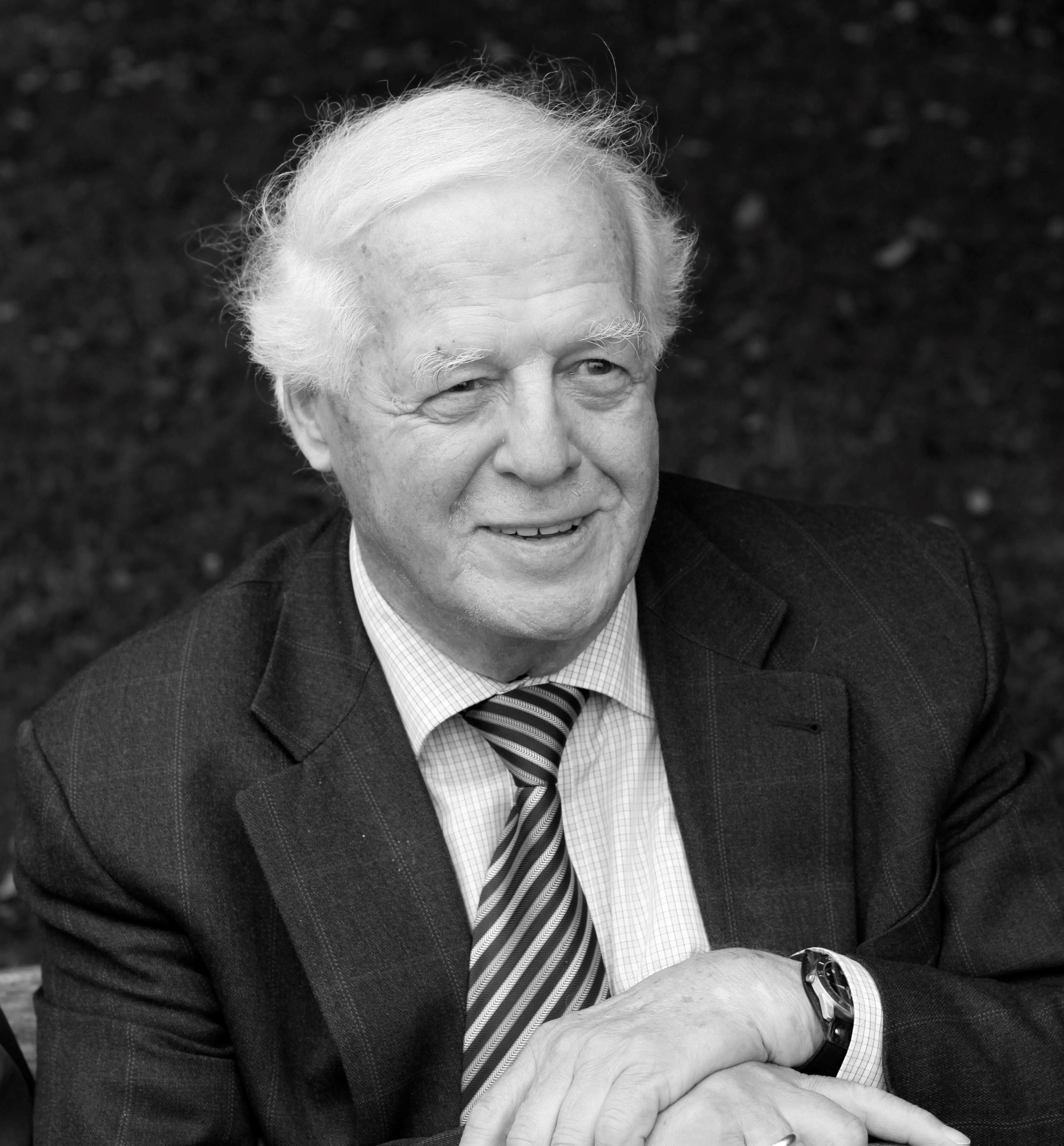
Bernhard Dahm (2013)

Bernhard Dahm (* 30. August 1932 in Kirchen (Sieg); † 14. Oktober 2023) war ein deutscher Historiker und Südostasienwissenschaftler. Er war von 1973 bis 1984 Professor für außereuropäische Geschichte an der Universität Kiel und hatte anschließend bis zu seiner Emeritierung 1997 den Lehrstuhl für Südostasienkunde an der Universität Passau inne.

## Leben
Bernhard Dahm, zweiter Sohn des Pfarrers Wilhelm Dahm und seiner in Sumatra geborenen Ehefrau Margarete (geb. Beisenherz), wuchs – wie sein Bruder, der Theologe Karl-Wilhelm Dahm – in Burbach-Niederdresselndorf auf. Nachdem er in Dillenburg/Hessen 1952 das Abitur an der Wilhelm-von-Oranien-Schule abgelegt hatte, studierte er an den Universitäten Marburg und Kiel zunächst Germanistik und Anglistik und später Geschichte und Politikwissenschaft. Nach dem Staatsexamen in Kiel 1960 erhielt er ein Stipendium zum Studium der indonesischen Geschichte und Kultur in den Niederlanden. Nach der Promotion in Kiel (1964) folgten Studienreisen in Südostasien und Einladungen an das Department of Southeast Asia Studies an der Yale University in den USA zunächst als Postdoctoral Fellow und Visiting Lecturer, von Januar 1972 bis Juli 1973 noch einmal als Visiting Professor im dortigen Department of History.
Inzwischen hatte sich Bernhard Dahm an der Universität Kiel habilitiert und lehrte dort von 1973 bis 1984 außereuropäische Geschichte. Als 1984 an der Universität Passau der Lehrstuhl für Südostasienkunde eingerichtet wurde, erhielt Dahm den Ruf als erster Lehrstuhlinhaber und blieb dessen Leiter bis zu seinem Eintritt in den Ruhestand (1997).
Einer der Schwerpunkte seiner Lehre war das oft übersehene Nachwirken vorkolonialer kultureller Traditionen in den nach dem Zweiten Weltkrieg unabhängig gewordenen südostasiatischen Staaten. Während seiner Amtszeit wurden in Passau sieben internationale Konferenzen zu diesen und andere das moderne Südostasien betreffenden Themen veranstaltet.
Für sein Werk José Rizal. Der Nationalheld der Filipinos wurde der Geschichtsprofessor Dahm 2010 mit dem deutsch-philippinischen Kulturpreis in Berlin ausgezeichnet.
Bernhard Dahm war seit 1961 mit Elke geb. Vieth verheiratet und hatte zwei Töchter.
Er starb am 14. Oktober 2023 im Alter von 91 Jahren.

## Schriften (Auswahl)
Als Autor:
- Sukarnos Kampf um Indonesiens Unabhängigkeit. Metzner, Frankfurt am Main 1966 (Dissertation); holländische Ausgabe 1966; amerikanische Ausgabe 1969; indonesische Ausgabe 1987.
- History of Indonesia in the Twentieth century. Praeger, New York/London 1971.
- Emanzipationsversuche von kolonialer Herrschaft in Südostasien. Die Philippinen und Indonesien. Ein Vergleich. Harrassowitz, Wiesbaden 1974 (Habilitationsschrift).
- Die Südostasienwissenschaft in den USA, in Westeuropa und in der Bundesrepublik Deutschland. Vandenhoeck & Ruprecht, Göttingen 1975.
- Indonesien. Geschichte eines Entwicklungslandes 1945–1971. Brill, Leiden/Köln 1978.
- José Rizal. Der Nationalheld der Filipinos. Muster-Schmidt, Göttingen 1988; 2. Auflage Gleichen 2010.

Als Herausgeber:
- mit Werner Draghun: Politics, Society and Economy in the ASEAN States. Harrassowitz, Wiesbaden 1984.
- Economy and Politics in the Philippines under Corazon Aquino. Institut für Asienkunde, Hamburg 1991.
- mit Vincent J. H. Houben: Vietnamese Villages in Transition. Department of Southeast Asian Studies, Passau 1999.
- mit Roderich Ptak: Südostasien-Handbuch. Geschichte, Gesellschaft, Politik, Wirtschaft, Kultur. Beck, München 1999.